# NGC 2840
NGC 2840 est une galaxie spirale barrée située dans la constellation du Lynx. NGC 2840 a été découverte par l'astronome germano-britannique William Herschel en 1790.

## Caractéristiques
Sa vitesse par rapport au fond diffus cosmologique est de 7 739 ± 17 km/s, ce qui correspond à une distance de Hubble de 114,2 ± 8,0 Mpc (∼372 millions d'al).
À ce jour, deux mesures non basées sur le décalage vers le rouge (redshift) donnent une distance de 101,700 ± 7,495 Mpc (∼332 millions d'al), ce qui est à l'intérieur des valeurs de la distance de Hubble. Notons cependant que c'est avec la valeur moyenne des mesures indépendantes, lorsqu'elles existent, que la base de données NASA/IPAC calcule le diamètre d'une galaxie et qu'en conséquence le diamètre de NGC 2840 pourrait être d'environ 36,5 kpc (∼119 000 al) si on utilisait la distance de Hubble pour le calculer.
La classe de luminosité de NGC 2840 est II-III et elle présente une large raie HI.
Selon la base de données Simbad, NGC 2840 est une galaxie LINER, c'est-à-dire une galaxie dont le noyau présente un spectre d'émission caractérisé par de larges raies d'atomes faiblement ionisés.